# Peștișani
Peștișani là một xã thuộc hạt Gorj, România. Dân số thời điểm năm 2002 là 4248 người.